# Orygocera carnicolor
Orygocera carnicolor is een vlinder uit de familie van de Depressariidae (Platlijfjes). Deze soort is voor het eerst wetenschappelijk beschreven door Thomas de Grey Walsingham in een publicatie uit 1897.
De soort komt voor in Gabon.